# Abdiqasim Salad Hassan
Abdiqasim Salad Hassan (som. Cabdiqaasim Salaad Xasan, arab. عبدي قاسم صلاد حس, ur. 1941 w Galdogob) – somalijski polityk, prezydent Somalii w latach 2000–2004.
Abdiqasim Salad Hassan został wybrany przez rząd emigracyjny w Dżibuti 27 sierpnia 2000 roku. Stamtąd również sprawował swój urząd.